# Inter praecipuas
Inter praecipuas  (lat.:Unter den besonderen..) ist eine Enzyklika von Papst Gregor XVI.,  mit der er am 8. Mai 1844 nach Leo XII. (Enzyklika Ubi primum, 1824) erneut die Bibelgesellschaften kritisierte.

## Gegen unautorisierte Bibeltexte
Einleitend erklärte Gregor XVI. die Bedeutung der Heiligen Schrift und beanstandete die Entstehung von Bibelgesellschaften, die zum ersten Mal in England aufgetreten seien und sich nun stark verbreitet hätten. Die Gründung neuer Bibelgesellschaften und deren unkontrollierte Entwicklung betrachtete der Papst als eine Gefahr für die Glaubensgrundsätze. Die Bearbeiter und Übersetzer der Bibel, die ohne Autorisierung durch den heiligen Stuhl oder die Diözesanbischöfe ihre Schriften verbreiteten, nannte er Ketzer und deren Tätigkeit bezeichnet er als einen Frevel an der Heiligen Schrift. Er verwies besonders auf den 2. Brief des Petrus (2 Petr 3,17 ) hin, denn dort stehe geschrieben:  

„Ihr nun, Geliebte, die ihr dies im voraus wisst, seht euch vor, dass ihr vom Irrwahn der Frevler nicht mit fort gezogen werdet und herausfallt aus euren sicheren Halt.“

## Gegen sogenannte Volkssprachen
Die Verwendung von sogenannten Volkssprachen führten nach seiner Ansicht zur Diskriminierung der Christen und Ungläubigen. Die Abneigung und die Gegenwehr zu den Bibelgesellschaften begründete der Papst damit, dass er ebenfalls darüber besorgt sei, dass der Leser, bei der Vielzahl der Interpretationen und sprachlichen Veränderungen, nicht mehr selbst beurteilen könne, welches der wahre und autorisierte Text der Heiligen Schrift sei. Denn, so fügt er an, das Konzil von Trient habe eindeutig festgelegt und beschlossen, dass der Erhalt der Heiligen Schrift und die Tradition der göttlichen Befehle in der Hand des Pontifex und der von ihm eingesetzten Bischöfe liege.
Gregor XVI. verurteilte insbesondere die Reina-Valera-Bibelübersetzung und andere Übersetzungen ins Spanische, die im 15. Jh. verbreiteten französischen Übersetzungen sowie die von Lutheranern und Reformierten unternommenen Bibelübersetzungen.